# V for Vendetta (phim)
V for Vendetta (V báo thù) là một bộ phim Mỹ thuộc thể loại hành động - li kì, viễn tưởng, do Warner Bros. sản xuất năm 2005. Phim được làm theo truyện tranh của Alan Moore và David Lloyd thuộc hãng DC Comics, lấy bối cảnh Anh quốc trong một tương lai giả định của thế kỷ 21. Sau thế chiến thứ ba, nước Anh bị thống trị bởi nền độc tài chuyên chế, gần giống chế độ phát xít của Đức quốc xã. V là một chiến binh đấu tranh cho tự do và sự thật, luôn giấu mình sau mặt nạ Guy Fawkes. Anh kêu gọi dân chúng đứng lên chống lại chế độ độc tài, thông qua việc trả thù cá nhân bằng bạo lực, khủng bố. Trong đêm V kích nổ Tòa Đại Hình Luân Đôn, anh đã gặp và cứu cô gái trẻ Evey Hammond thoát khỏi bọn mật vụ, dần dần, Evey trở thành người bạn chiến đấu kỳ lạ của V.
Bộ phim được đạo diễn bởi James McTeigue, kịch bản bởi anh em nhà Wachowski với sự tham gia của các diễn viên Natalie Portman, Hugo Weaving, Stephen Rea và John Hurt.

## Nội dung
Vào năm 2020, Anh quốc, sau một thời gian dài bạo loạn, giờ đang chìm trong một nền hòa bình giả tạo với sự chuyên chế độc tài của đảng Norsefire (Đảng Bảo thủ), đứng đầu là đại pháp quan Adam Sutler (nhân vật được tạo ra dựa trên hình mẫu Adolf Hitler). Adam Sulter và Đảng Bảo Thủ đã gây ra cái chết của 100,000 người vì gieo rắc vũ khí sinh học bí mật tại trường học St. Mary, ga tàu điện ngầm và nhà máy lọc nước số ba. Virus gây ra bi kịch đó được lấy từ máu của một người tù ở trại Larkhill - kẻ duy nhất sống sót sau những thí nghiệm và tra tấn của chính phủ. Nhờ có virus, Đảng Bảo Thủ dễ dàng khiến người dân sợ hãi. Họ điều chế thuốc chữa trị độc quyền, bán cho mọi người, thu lợi nhuận khổng lồ và được đắc cử. Từ đó, chế độ độc tài bao trùm khắp nước Anh. Dưới chế độ này, người dân bị bóp nghẹt quyền tự do ngôn luận, báo chí vá truyền thông bị chính quyền thao túng, các tác phẩm văn học, nghệ thuật cũng bị kiểm duyệt, cấm đoán.
Evey Hammond, một phụ nữ trẻ, sau những biến cố khủng khiếp của gia đình trong quá khứ, đang gắng kiếm tìm một cuộc đời bình lặng. Nhưng một ngày kia, cuộc gặp gỡ vô tình với V - người đeo mặt nạ Guy Fawkes, đã hoàn toàn thay đổi cuộc đời cô. Tình cờ trở thành nhân chứng duy nhất và bị nghi ngờ là đồng phạm của V, kẻ đã đánh bom Tòa Đại hình Luân Đôn, Evey phải lưu lại nơi ẩn náu bí mật của anh và ngày càng lấn sâu vào một con đường đầy mạo hiểm. Càng tiếp xúc với V, cô càng nhận ra rằng ẩn giấu dưới tấm áo choàng đen và chiếc mặt nạ kia là một tâm hồn cao thượng, cô đơn và một trái tim chất chứa hận thù. Hơn hết thảy, anh còn có một khát khao thức tỉnh con người và đổi thay thế giới bằng cách làm nổ tung tòa nhà Nghị viện Anh quốc vào ngày 5 tháng 11, giống như Guy Fawkes đã từng cố gắng thực hiện năm 1605.
Nếu như V đã dạy cho Evey cách vượt qua nỗi sợ hãi của chính mình, thì Evey, bằng sự thánh thiện của mình, đã dạy cho V hiểu thế nào là tình yêu, thứ cảm xúc mà anh tưởng rằng mình sẽ không bao giờ tìm lại được trong cuộc sống này. Họ đã sát cánh bên nhau trong cuộc chiến giành lại quyền tự do cho người dân Anh quốc.

## Nhân vật

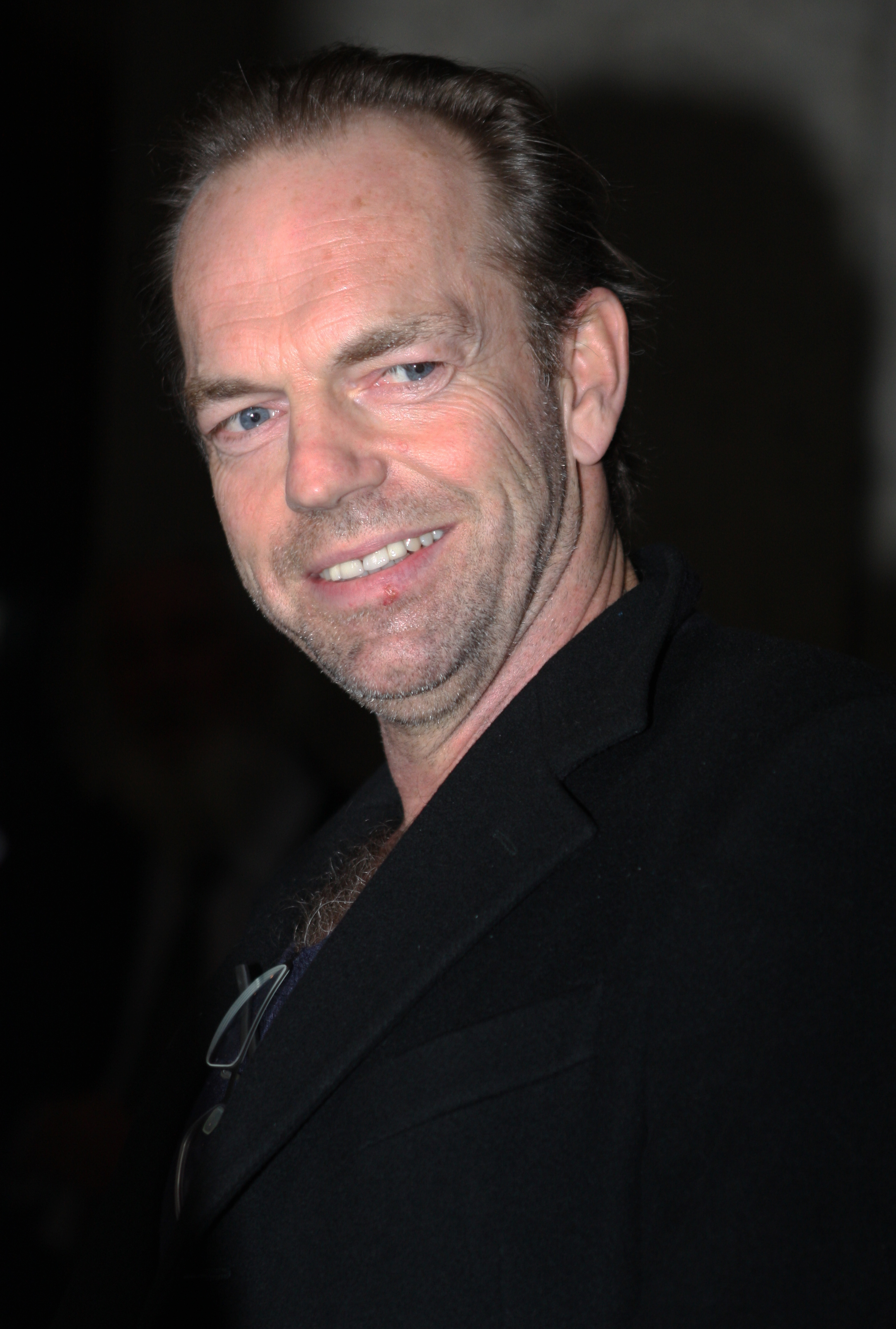
Hugo Weaving năm 2012. Anh đóng vai V với khuôn mặt che kín suốt bộ phim.

### V
Người đàn ông bí ẩn mang mặt nạ Guy Fawkes, có mối thù sâu sắc với chính phủ độc tài. Thân thế của anh là một bí ẩn. 20 năm trước, V là nạn nhân trong chương trình thử nghiệm vũ khí sinh học của chính phủ, đứng đầu dự án này là Lewis Prothero - tướng lĩnh cấp cao trong bộ máy chuyên chế độc tài. Đối tượng bị đem ra làm vật thí nghiệm là những kẻ chống đối chính quyền (như V), người đồng tính luyến ái, tín đồ Hồi giáo,... Tất cả họ bị giam giữ trong trại thí nghiệm Larkhill, nơi sau này trở thành mồ chôn tập thể của họ. Hầu như ai cũng chết do những trò tra tấn và thí nghiệm vũ khí sinh học, duy chỉ có người ở phòng giam số 5 sống sót, mặc dù anh đã mất trí nhớ và không còn biết tên thật của mình. Anh không có bất cứ biểu hiện bệnh lý hệ miễn dịch nào như những người khác, những tế bào dị thường trong máu anh ta không thể phân loại được. Sự đột biến về vận động và phản xạ của anh làm các bác sĩ thí nghiệm Larkhill nuôi hi vọng thành công. Tuy nhiên, phòng thí nghiệm Larkhill đã phát nổ đột ngột vào ngày 5 tháng 11. Người ở phòng số 5 thoát chết, toàn thân bị bỏng nặng. Từ đó, anh sống mai danh ẩn tích, âm thầm lập kế hoạch trả thù hoàn hảo suốt 20 năm và lấy biệt danh là "V" (theo số phòng giam của anh - số 5 La Mã). V là cao thủ dùng dao và kiếm, thích nghe nhạc giao hưởng, nhạc cổ điển, đọc sách và xem phim về bá tước Monte Cristo. V còn biết làm món trứng trong rổ (egg in the basket), khi nấu nướng, anh đeo một chiếc tạp dề in hoa. Căn hầm bí mật của anh chứa đầy sách, tranh và tượng nghệ thuật - những thứ bị chế độ độc tài tịch thu và cấm đoán. V đã góp nhặt, lấy chúng ở mỗi nơi một ít, đa số từ căn hầm Bộ văn hóa của chính phủ.
Mỗi lần giết xong một kẻ thù, anh đều để lại một đóa hồng đỏ mang tên "Scarlet Carson", loại hoa đã tuyệt chủng từ lâu vào thời kì Đảng Bảo Thủ cai trị nước Anh. Sau khi giết hết những viên chức chính phủ cấp cao, những kẻ ngày xưa ở Larkhill đã huỷ hoại đời mình, V hi sinh anh dũng, giao lại cho Evey tất cả tài sản: Sách vở, tranh ảnh, căn hầm bí mật và quyền quyết định kích nổ toà quốc hội Luân Đôn.

### Evey Hammond
Evey có một tuổi thơ đau buồn. Cha mẹ cô là những người chống chế độ độc tài sau khi anh trai cô chết từ nhỏ do cuộc thí nghiệm vũ khí sinh học bí mật của chính phủ. Năm Evey 12 tuổi, cha mẹ cô bị bắt đi ngay trước mắt cô, bản thân cô thì bị đưa vào trại giáo dưỡng suốt 5 năm. Vì lẽ đó, cô luôn sợ hãi và mong muốn được sống yên ổn. Evey gặp V lần đầu khi cô bị đám mật vụ bắt do vi phạm giờ giới nghiêm, anh đã ra tay cứu cô. Sau đó, họ gặp nhau trong đài truyền hình BTN, nơi Evey làm việc, V vào đó để gửi đến nhân dân Anh quốc đoạn clip thông điệp của mình: Anh sẽ phá huỷ toà nhà quốc hội Luân Đôn và ngày 5 tháng 11 năm sau. Evey đã liều mạng chống lại một cảnh sát lúc hắn định bắn V, do chuyện này mà cô bị hiểu lầm là đồng phạm của anh. V đưa cô đến căn hầm bí mật của mình, bắt cô phải ở lại đó một năm, cho tới khi anh hoàn tất việc trả thù. Evey biết không thể thuyết phục V thả cô đi, đã dụ anh đưa mình ra ngoài rồi bỏ trốn. Cô tìm đến nương nhờ một người bạn, nhưng sau đó, bạn cô bị quân chính phủ tấn công và giết chết y như cha mẹ của Evey lúc trước, bởi vì người đó làm một chương trình truyền hình chế giễu đại pháp quan Adam Sulter, cộng thêm tội tàng trữ các văn hoá phẩm cấm (kinh Coran). Evey trốn thoát, tuy nhiên sau đó lại bị bắt giam, cạo trọc đầu và tra tấn rất dã man hòng bắt cô khai ra V đang ở đâu. Ban đầu cô vô cùng sợ hãi, dần dần, Evey trở nên cứng rắn, bình thản hơn, không còn run rẩy trước cái chết nữa. Căn phòng giam đó là nơi V dựng nên để "tôi luyện" Evey vượt qua nỗi sợ. Tất cả những gì cô phải trải qua giống như nỗi đau đớn mà V cùng bao nhiêu người ở Larkhill đã chịu 20 năm trước.
Cuối phim, sau khi V chết, Evey đã thay anh kích nổ toà nhà quốc hội Luân Đôn, từ đó mở ra thời đại mới cho người dân nước Anh.

### Valerie Page
Trong những ngày Evey bị giam trong nhà tù giả của V, cô tìm thấy trong buồng giam một cuộn giấy vệ sinh, ghi lại hồi ức của một phụ nữ mang tên Valerie. Valerie ở phòng giam số bốn, bên cạnh phòng của V, cô là một diễn viên đồng tính, bị gia đình xua đuổi. Cô gái này sinh năm 1985 tại Nottingham, rất thích hoa hồng Scarlet Carson. Sau khi chế độ độc tài nắm quyền, chúng bắt người yêu Valerie, sau đó bắt cả cô đến trại thí nghiệm Larkhill. Cuối cùng, Valerie chết và bị chôn trong mồ chôn tập thể như súc vật. Khi đọc hồi ký của Valerie, Evey đã được tiếp thêm sức mạnh để chịu đựng những trò tra tấn và không còn sợ hãi cái chết nữa.
Tuy chỉ là một nhân vật phụ và đã chết rất lâu trước khi câu chuyện bắt đầu, cô gái này lại có vai trò quan trọng đối với sự chuyển biến trong tâm hồn Evey. Một trong những động cơ thúc đẩy V trả thù, chính là tình cảm mà anh dành cho Valerie, mặc dù họ chưa từng được gặp nhau, những gì V biết về cô chỉ là một tự truyện viết trên giấy vệ sinh.

### Eric Finch
Thanh tra, cảnh sát trưởng của New Scotland Yard và là Bộ trưởng Bộ điều tra của Đảng Bảo Thủ. Finch mong muốn nước Anh có được tương lai tốt đẹp hơn, luôn trăn trở giữa lòng trung thành với chế độ độc tài và lương tâm của người cảnh sát. Chính vì thế, ông thường bị những kẻ độc ác trong đảng chèn ép. Trong quá trình điều tra vụ án của V, Finch đã khám phá ra một bí mật kinh khủng về chính quyền của Quốc trưởng Sutler, cùng với nó là quá khứ của V. Ông bắt đầu mất dần lòng tin vào chế độ độc tài. Khi đến Larkhill điều tra, ông đã gặp một cụ già (V cải trang) tự nhận là một người từng làm việc ở trại tù này. Cụ già đã kể cho Finch nghe toàn bộ sự thật kinh hoàng về trại thí nghiệm Larkhill, về việc thử vũ khí sinh học lên người dân của chính phủ - những điều bấy lâu nay luôn bị bưng bít. Dưới lốt cải trang cụ già, V bảo rằng anh đã mong chờ người như thanh tra Finch từ lâu lắm rồi, một người đủ tốt và đáng tin để anh nói ra sự thật.

## Về Guy Fawkes
Guy Fawkes là tên chiếc mặt nạ của V, dựa theo một nhân vật có thật trong lịch sử.
Guy Fawkes (1570 - 1606) là một thành viên của một hội kín Thiên chúa giáo La Mã, người âm mưu làm nổ tung tòa nhà Nghị viện Anh quốc vào ngày 5 tháng 11 năm 1605, kế hoạch này có tên "Âm mưu Thuốc súng". Mục tiêu của vụ nổ là ám sát vua James I và thành viên Nghị viện Anh khi phiên họp của Nghị viện diễn ra ở điện Westminster. Âm mưu bị bại lộ, Guy Fawkes bị bắt, bị kết tội phản quốc và chịu xử tử. Vào cuối thế kỷ XVI, tôn giáo chính thống ở Anh không phải là Thiên chúa giáo La Mã (Roman Catholic) mà là đạo Tin lành (Protestant). Sau sự kiện tòa đại hình Hampton năm 1604, cả tín đồ Thanh giáo Puritan và tín đồ Công giáo đều bị đàn áp khá tàn nhẫn, đây chính là một nguyên nhân khiến Guy Fawkes và một số đồng sự thực hiện âm mưu ám sát này.
Cho đến ngày nay ở Anh, Guy Fawkes vẫn được nhắc đến như một nhân vật tiêu biểu cho tư tưởng vô chính phủ và ngày 5 tháng 11 được coi là ngày kỉ niệm âm mưu mưu phản của Guy Fawkes bị thất bại. Trong cuộc bầu chọn năm 2002 của BBC, ông có tên trong số 100 người Anh vĩ đại nhất, bên cạnh Winston Churchill, Charles Darwin, William Shakespeare. Lấy cảm hứng từ bộ truyện tranh "V for Vendetta", mặt nạ Guy Fawkes trở thành biểu tượng của nhóm Anonymous (Ẩn Danh), tổ chức hacker nguy hiểm nhất thế giới hiện nay.